# 福田・金田一論争
福田・金田一論争（ふくだ・きんだいちろんそう）は、評論家の福田恆存と国語学者の金田一京助が昭和30年（1955年）10月から昭和31年（1956年）8月までの間仮名遣いをめぐって行った論争である。誌面上で5回のやりとりしたが、決着しないまま終わった。

## 経緯
第二次大戦終結後の昭和21年（1947年）、当用漢字表と現代仮名遣いが制定されたが、戦後初期この二つに反対する論者として小泉信三がいた。小泉信三は昭和28年（1953年）2月、『文芸春秋』で「日本語」と題する文章を発表し、現代仮名遣いを撤回すべき旨を主張した。同年4月、金田一京助が『中央公論』に「『現代仮名遣論』――小泉信三先生――」を発表し、同月桑原武夫も『文芸春秋』に「『みんなの日本語』――小泉博士の所説について――」を発表し、二人は現代仮名遣いを擁護した。
2年半後の昭和30年（1955）10月、『知性』誌が国語問題の特集を組んだ際、福田恆存が同誌に「国語改良論に再考をうながす」を送り、小泉と金田一および桑原のやりとりを蒸し返す形で両者を批判した。
同年12月、『知性』はこれを受けて福田の言をテーマとする特集をくみ、金田一の「仮名遣い問題について」、桑原の「私は答えない」を掲載した。桑原は福田の態度に不満を述べるにとどめ、論争に踏みこむことはなかったが、金田一は福田に対し反論を加えた。
昭和31年2月、福田は『知性』に「再び国語改良論についての私の意見」を発表し、金田一の反論に答えた。その金田一は同年5月、『中央公論』に「福田恒存の仮名遣い論を笑う」を送った。
5月、太田行蔵が著書『日本語を愛する人に』の中でこの論争に言及し、金田一を難じた。
6月、高橋義孝が横槍を入れる形で『中央公論』に「国語改良の『根本精神』をわらう」を寄せ、福田に加勢した。
7月および8月、福田が『知性』に「金田一老の仮名遣い論を憐れむ」を出し、金田一に答えた。
9月、実藤恵秀が著書『日本語の純潔のために』の中でこの論争に言及した。
8月以後、金田一・福田のさらなる寄稿はなく、また「福田恒存の仮名遣い論を笑う」と「金田一老の仮名遣い論を憐れむ」で相互に誹謗の色を強めたまま、未決着のでやりとりは絶えた。